# مونيكا بيرتولينو
مونيكا بيرتولينو (من مواليد 12 يوليو 1957 في مدينة كوردوبا، الأرجنتين) هي مهندسة معمارية أرجنتينية بارزة، وهي المديرة الرئيسية لمكتب استوديو بيرتولينو-بارادو، المتخصص في إنتاج الأعمال المعمارية، الحضرية، والمناظر الطبيعية على مقاييس متعددة. منذ عام 1981، قام الاستوديو بتطوير مشاريع في العديد من المقاطعات الأرجنتينية مثل كوردوبا، سانتا في، سان خوان، وخوخوي، وكذلك في إسبانيا.
طوال مسيرتها المهنية، حصلت مونيكا بيرتولينو على تقدير كبير في مجال العمارة، حيث حصلت على دبلوم الاستحقاق – العمارة 2002-2006 في جوائز كونيكس 2012 في فئة الفنون البصرية.
لقد قام استوديو بيرتولينو-بارادو بتنفيذ العديد من المشاريع البارزة، مثل أجنحة المزرعة و المبنى المركزي للحديقة النباتية، من بين مشاريع أخرى. وقد تم تسليط الضوء على هذه الأعمال في العديد من منشورات العمارة ومنصات مثل منصة العمارة.

### المنشورات والجوائز:
- جوائز كونكس 2012: دبلوم الاستحقاق في العمارة.
- الكتب والمجلات: تم الإشارة إليها في منشورات مثل المشاهد الحضرية، سومة +، الطبيعة المعبأة و الإقامة الجماعية.
- 2G دوسييه: العمارة الجديدة للمناظر الطبيعية في أمريكا اللاتينية (2009).

### المشاريع البارزة:
1. أجنحة المزرعة: تصميم مبتكر تم نشره في منصات العمارة مثل منصة العمارة.
2. المبنى المركزي للحديقة النباتية: مشروع يعكس التزام بيرتولينو بدمج التصميم المعماري مع الطبيعة.

الأعوام الأولى
وُلدت مونيكا بيرتولينو في مدينة كوردوبا، وكان والدها مهندسًا معماريًا. التحقت بكلية العمارة والتخطيط الحضري في الجامعة الوطنية في كوردوبا، حيث كانت في السنة الأخيرة من "ورشة العمل الكاملة". خلال دراستها، مرّت بمراحل صعبة في فترة الدكتاتورية العسكرية الأرجنتينية في عام 1976، حيث شهدت التجمعات والركض في الشوارع واختفاء زملائها. تخرجت في عام 1981.
تعترف بمؤثرات من معمارين مثل سانتياغو كونزل، الذي أثر فيها بفكره المتكامل في التصميم، وسيزار ناسيلي لما قدمه من مساهمات نظرية في المشاريع، وميغيل أنخيل روكا بفضل مسيرته الكبيرة والإشارات الأدبية التي كان يستخدمها في محاضراته.
المسيرة المهنية
في السنة الأخيرة من دراستها، دعاها ميغيل أنخيل روكا للعمل في استوديوه، حيث التقت بـ مارينا وايزمان. لاحقًا، شاركت في الدورات الدراسية في برنامج الدراسات العليا في الحفاظ على التراث المعماري، حيث كانت هناك شخصيات بارزة معنية بالعمارة اللاتينية الأمريكية مثل سيلفيا أراغو وروث فيردي زين.
من خلال عملها في استوديو ميغيل أنخيل روكا، التقت بـ كارلوس بارادو، الذي أصبح شريكها المهني والحياتي. منذ البداية، تعاونوا في العديد من المسابقات المعمارية، وهي نشاطات كانوا يجمعونها مع تطوير حياتهم العائلية. بالشراكة مع كارلوس بارادو، نفذت مونيكا بيرتولينو العديد من المشاريع المعمارية مثل المنازل الخاصة والعامة، المحلات التجارية، المباني المؤسساتية، والمقترحات المعمارية والحدائق الحضرية. وقد شاركت في العديد من المسابقات (التي كانت خاصة، عامة، محلية، إقليمية ودولية).
تتميز أعمال بيرتولينو وبارادو بالحساسية الكبيرة تجاه المناظر الطبيعية والمواد المعمارية، فضلاً عن فهمهما العميق للقدرات الإنشائية للمناطق التي يعملان فيها.
أحد المشاريع البارزة كان استعادة المساحات العامة في الأطراف الحضرية لمدينة كوردوبا خلال إدارة العمدة روبين مارتين بين عامي 1991 و1999، حيث كان كارلوس بارادو مديرًا للحدائق العامة. صٌممت الحدائق والساحات الصغيرة بشكل مبدع باستخدام العناصر التي كانت مهملة في المستودعات البلدية.
الجوائز والتكريمات
حصلت مونيكا بيرتولينو وكارلوس بارادو على العديد من الجوائز والتكريمات، من بينها جائزة فيتروفي (Vitruvio) من المتحف الوطني للفنون الجميلة (MNBA) و تنويه الشرف في Bienal Panamericana de Quito (بينالي بناميريكا في كيتو) عن مشروع حديقة النباتات في بلدية كوردوبا (2002).
كما حصلوا على تنويه من CPA في عام 2008، جائزة في بينالي عمارة وأوربانيسمو الإيبيرو-أمريكي عن مشروع "Granja en Capilla del Monte" (BIAU 2010)، وتم ترشيحهم لجائزة Marcus في ميلووكي في عام 2010. حصلوا أيضًا على المركز الثالث في مسابقة المشروع الحضري "Pasarela Las Varillas" و تنويه الشرف عن مشاريع البيوت المتعددة و منزل في بويرو دي غاراي في جوائز ARQ Clarín في عام 2011. وفي عام 2012، تم تكريمهم بدبلوم الاستحقاق – عمارة 2002-2006 في مجال الفنون البصرية ضمن جوائز كونكس.
تمت تغطية أعمال الاستوديو في العديد من وسائل الإعلام الوطنية والدولية مثل Summa+ و a+u و Casabella و 30-60 Cuaderno Latinoamericano de Arquitectura و La Vanguardia، وغيرها.
كما تُعتبر مونيكا بيرتولينو فنانة تشكيلية بارعة وقد عرضت أعمالها في العديد من المعارض.
النشاط الأكاديمي
تتمتع بيرتولينو أيضًا بنشاط أكاديمي مكثف؛ فهي أستاذة في الجامعة الوطنية في كوردوبا و الجامعة الكاثوليكية في كوردوبا. منذ عام 2009، قامت بتنسيق مشروع Redsur مع مارغريتا ترلين، وهو مشروع تعاون بين الجامعات لاستكشاف الإمكانيات التي توفرها بعض الأماكن في المدينة، في انتظار ربطها وتطويرها بشكل حضري.